# Lijst van spelers van Club Social y Deportivo Macará
Deze lijst omvat voetballers die bij de Ecuadoraanse voetbalclub Club Social y Deportivo Macará spelen of gespeeld hebben. De namen zijn alfabetisch gerangschikt.

## A
- Waldemar Acosta
- Cono Aguiar
- Juan Aguinaga
- Rodolfo Albornoz
- Danny Álvarez
- Franklin Anangonó
- Javier Angulo
- John Angulo
- Raúl Antuña
- Mauricio Apupalo
- Christian Arcos
- Carlos Arroyo
- Andrés Arrunátegui
- Danilo Asconeguy
- Nicolas Asencio
- Luis Ayala
- Carlos Ayoví
- Julio Ayoví
- Junior Ayoví
- Orlindo Ayoví

## B
- Jhonny Baldeón
- Jesse Biojó
- Luis Bolaños
- Eduardo Bone
- Cristian Bottero
- Ruddy Briceño
- José Burgos
- Fabián Bustos

## C
- Tito Cabanilla
- Jeremías Caggiano
- Édison Caicedo
- Luis Caicedo
- Pavel Caicedo
- Geovanny Camacho
- José Camacho
- Ronnal Campos
- Rafael Capurro
- Franco Caraccio
- Josías Cardoso
- Marco Carrasco
- Edwin Castillo
- Germán Castillo
- Christian Castro
- Kelvin Castro
- Hugo Centurión
- Jorge Cespedes
- Edwin Chalar
- Israel Chango
- Hamilton Chasi
- José Chávez
- Luis Chérrez
- Freddy Chevez
- Ronny Chichande
- Javier Chila
- Víctor Chila
- Juan Colamarco
- Dannes Coronel
- Franklin Corozo
- Yason Corozo
- Yonnis Corozo
- José Luis Cortéz
- Jerónimo Costa
- Manuel Cotera
- Cristhian Cuero
- Moisés Cuero

## D
- Luciano de Bruno
- Gerson de Oliveira
- Javier Delgado
- Marlon Díaz
- George dos Santos
- Troadio Duarte

## E
- Michael Endara
- Ángel Escobar
- Fabio Escobar
- William España
- Ismael Espiga
- Alain Espinel
- Jacinto Espinoza
- Francisco Esteche
- Pedro Esterilla
- Italo Estupinan

## F
- Gabriel Fernández
- Juan Ferreyra
- Gustavo Figueroa
- Jhon Florez
- Wilson Folleco
- Santiago Freire

## G
- Enrique Gámez
- Pedro Gámez
- Luis Garces
- Carlos Garcia
- David Garcia
- Marlon García
- Daniel Garrido
- José Gavica
- Fausto Gavilánez
- Bolivar Gómez
- Cristian Gómez
- Willians Gómez
- Agustín Goñi
- Diego González
- Matias González
- Jefferson Govea
- Juan Guaman
- Omar Guerra
- Melinton Guerrero
- Rusbel Guerrero
- Wimper Guerrero
- Juan Guerrón

## H
- David Hernández
- José Herrera
- Ángel Hinostroza
- Camilo Hurtado
- Cristhian Hurtado
- Patricio Hurtado

## J
- Cristian Jama
- John Jaramillo
- Luis de Jesús
- Iván Juárez

## K
- Iván Kaviedes
- Horlen Klinger

## L
- Diego Lara
- Pedro Larrea
- Christian Lasso
- Mario Lastra
- Osbaldo Lastra
- Ángel Ledesma
- Germán Leguía
- Leandro Lemos
- Rodrigo León
- Ezequiel Lezcano
- Walter Linares
- José López
- Mario Lozano

## M
- Jorge Majao
- Hernán Manríque
- Carlos Manzano
- Matias Marchesini
- Domingo Martínez
- Michael Martínez
- Segundo Matamba
- Bryan Méndez
- Francisco Mendoza
- Lorenzo Mercado
- Arturo Mina
- Daniel Mina
- Humberto Mina
- Julio Mina
- Kleiner Mina
- Leorvelis Mina
- Luis Mina
- Mariano Mina
- Roberto Mina
- Romulo Mina
- Sergio Mina
- Javier Molina
- Juan Molina
- Mariano Monrroy
- Johao Montaño
- Jonathan Montenegro
- Cristhian Mora
- José Mora
- Adrián Moran
- Argenis Moreira
- Leonardo Moreno
- Marlon Moreno
- Lisandro Moyano

## N
- Jefferson Nájera
- Wagner Napa
- Aurelio Nazareno
- Gustavo Nazareno

## O
- Danis Ocles
- Emanuel Orquera
- Ricardo Ortiz

## P
- Óscar Pacheco
- Arley Palacios
- Diego Parra
- José Paz
- Alex Pérez
- Martín Perezlindo
- Alexander Pinillo
- Marcos Pirchio
- Marwin Pita
- Augusto Poroso
- Carlos Preciado

## Q
- Carlos Quiñónez
- Christian Quiñónez
- Carlos Quintero

## R
- Leiner Ramos
- Richar Reasco
- Edilberto Riascos
- Bryan Rodríguez
- Léiner Rolong
- Christian Romero
- Vilson Rosero

## S
- Alan Sánchez
- Fernando Sánchez
- Favio Segovia
- Marco Segura
- Bryan Silva
- Leonardo Soledispa
- Juan Sosa
- Juan Suarez

## T
- Domy Tenorio
- José Tenorio
- Juan Tenorio
- Marco Tenorio
- Lizandro Torres

## U
- Matías Urbano
- Patricio Urrutia

## V
- Eder Valencia
- Jefferson Valencia
- Luis Alexander Valencia
- Arnaldo Valverde
- Darío Vargas
- William Vásquez
- Paolo Velasteguí
- Marcelo Velazco
- Charles Vélez
- Jesús Vélez
- Arnaldo Vera
- Danny Vera
- Pedro Vera
- Joel Vernaza
- Ismael Villalba
- Danny Villigua
- José Vizcaíno

## Z
- Wilman Zambrano
- Jairon Zamora
- Steven Zamora
- Wilmer Zumba
- Edmundo Zura
- Oswaldo Zurita